# マウリツオ・ケーリ
マウリツオ・ケーリ(Maurizio Cheli、1959年5月4日-)は、イタリア空軍士官、欧州宇宙機関の宇宙飛行士で、アメリカ航空宇宙局のスペースシャトルのミッションに参加した。ゾッカ出身。
モデナ出身で、空軍士官学校に通い、1988年にイングランドの帝国テストパイロット学校でテストパイロットとしての訓練を受けた。学校では、McKenna Trophy、Sir Alan Cobham Award、Hawker Hunter Trophy等を受賞した。ローマ・ラ・サピエンツァ大学で地球物理学を学び、ヒューストン大学で航空宇宙工学の修士号を取った。その後、アメリカ空軍で訓練し、1992年に欧州宇宙機関により宇宙飛行士候補に選ばれた。イタリア空軍では中佐の階級になった。1996年にミッションスペシャリストとして、STS-75に参加した。
同年、アレーニア・アエロナウティカに加わり、2年後に戦闘機のチーフテストパイロットとなった。彼が最後に携わった試験機は、ユーロファイター タイフーンだった。
ケーリの宇宙滞在時間は380時間超である。50以上の異なる機体で4500時間以上の飛行経験を持つ。
妻は、欧州宇宙機関の宇宙飛行士でベルギー人のマリアンヌ・マーチェスである。
2009年にトリノで開催されたワールド・エア・ゲームスで、2009年6月12日に試験機スカイスパークに搭乗したケーリは、このクラスでの速度の世界記録を樹立した。電子エンジンは、2005年にケーリ自身が設立したデジスカイ社が設計したものだった。